# Fundătura (okręg Valea Mare)
Fundătura – wieś w Rumunii, w okręgu Vâlcea, w gminie Vlădești. W 2011 roku liczyła 117 mieszkańców.